# Літол

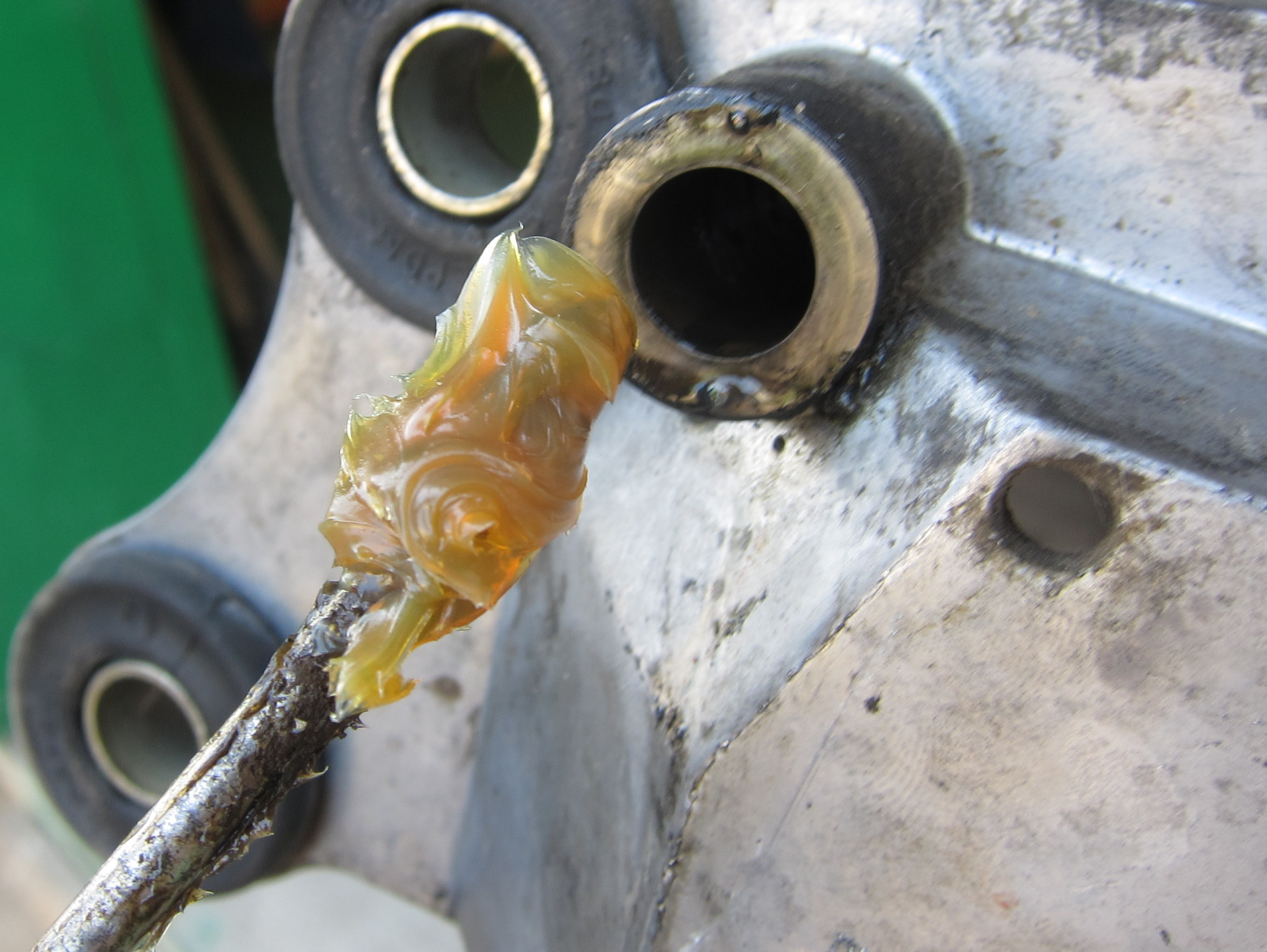
Літол-24

Літол-24 — пластичне антифрикційне водостійке мастило, яке складається із загущеної нафтової оливи. Вміщує протиокислювальні присадки. Застосовується для змащування різноманітних вузлів тертя автомобілів, підшипників ковзання і кочення, зубчастих передач і т.і., при температурах до 130 °C (403К).